# Shigeru Kasamatsu
Shigeru Kasamatsu (jap. 笠松茂 Kasamatsu Shigeru;  ur. 16 lipca 1947 w Kumano) – japoński gimnastyk. Czterokrotny medalista olimpijski z Monachium.
W Monachium zdobył złoto w drużynie, indywidualnie trzy razy stawał na podium. Apogeum kariery osiągnął dwa lata później – na mistrzostwach świata zdobył trzy złote krążki, zwyciężając m.in. w wieloboju. W igrzyskach w Montrealu nie wziął udziału z powodów zdrowotnych, jednak później wrócił do wysokiej formy i w 1978 zdobył tytuł mistrza świata (ćwiczenia na drążku). Jego imieniem jest nazwana jedna z ewolucji wykonywanych w skoku.
W 2006 został uhonorowany miejscem w Hall of Fame Gimnastyki. 

## Starty olimpijskie (medale)
Monachium 1972
- drużyna –  złoto
- poręcze –  srebro
- ćwiczenia wolne, drążek –  brąz